# Верарди, Карло
Карло Верарди (итал. Carlo Verardi; 17 апреля 1831, Болонья — 15 ноября 1878, Болонья) — итальянский скрипач.
Учился в Болонском музыкальном лицее у Джузеппе Манетти. Начиная с 1845 г. гастролировал как солист-виртуоз по Италии и окрестным странам (в частности, «Миланская музыкальная газета» отдельной статьёй сообщала о его концерте 2 декабря в театре Ла Скала). Затем совершенствовал своё мастерство во Флоренции под руководством Фердинандо Джорджетти.
Концертмейстер и второй дирижёр Муниципального театра Болоньи. С 1860 г. и до конца жизни преподавал в Болонском музыкальном лицее и считается, наряду со своим учителем Манетти, основоположником болонской скрипичной школы; среди его учеников Федерико Сарти и Рафаэле Фронтали, у него также училась игре на скрипке будущая певица Аличе Барби.